# Station Coudekerque-Branche
Station Coudekerque-Branche is een spoorwegstation in de Franse gemeente Nieuw-Koudekerke op de lijnen Arras - Dunkerque-Locale en  Coudekerque-Branche - Les Fontinettes. Het wordt bediend door de treinen van de TER-Nord-Pas-de-Calais.